# Ballaugh
Ballaugh (manx (språk): Balley ny Loughey) är en parish på Isle of Man. Den ligger i den centrala delen av Isle of Man, 18 km norr om huvudstaden Douglas. Den enda orten i området är byn Ballaugh.